# Mathieu Husz
Ne pas confondre avec Martin Husz son prédécesseur.
Mathieu Husz (XVe siècle) était un imprimeur allemand  qui se fixa à Lyon en 1483.
Nous connaissons fort mal les premières presses utilisées en imprimerie et peut-être s’agissait-il de simples pressoirs en bois venu de l’industrie vinicole. Vers 1500, Mathieu Husz utilisait encore une presse à grosse vis de bois.

## Articles annexes
- Barthélemy Buyer